# 5-Nitrochinolin
5-Nitrochinolin ist eine heterocyclische chemische Verbindung, welche aus einem Chinolingerüst besteht, das in 5-Position eine Nitrogruppe trägt.

## Darstellung
5-Nitrochinolin kann durch Nitrierung von Chinolin hergestellt werden. Elektrophile aromatische Substitutionen an Chinolin laufen am schnellsten an den 5- und 8-Positionen ab. Als Nitrierungsprodukt wird eine Mischung aus gleichen Teilen von 5- und 8-Nitrochinolin erhalten, während weitere Isomere nur in untergeordnetem Maße gebildet werden. Die Nitrierung von Chinolin weist hierbei eine schwächere Selektivität auf als jene des Isochinolins, bei der praktisch ausschließlich 5-Nitroisochinolin gebildet wird.